# Generación Ni-Ni (programa de televisión)
Generación Ni-Ni fue un reality show español emitido en La Sexta de enero a marzo de 2010. 
El objetivo del programa era que ocho jóvenes, cinco chicos y tres chicas, de entre 16 y 25 años, identificados como ninis (jóvenes que no estudian ni trabajan ni tienen interés en hacerlo) aprendieran valores. Para ello debían permanecer encerrados en una casa supervisados por los psicólogos Silvia Sanz y Alberto H. Buale.
La capacidad reformadora del programa quedó puesta en entredicho tras emitirse unas imágenes en las que dos de los participantes restregaban sus genitales por la cara de una de las chicas. Esto produjo críticas por parte del Instituto de la Mujer, lo que unido a las bajas audiencias precipitó la retirada del programa.